# Vitrail de l'Arbre de Jessé (Chartres)
Pour des articles plus généraux, voir Vitraux de Chartres et Arbre de Jessé.
L’Arbre de Jessé à Chartres est un vitrail de la rosace ouest de la cathédrale Notre-Dame de Chartres, numéroté 049 dans le Corpus vitrearum.
La verrière a été exécutée entre 1145 et 1155, elle est contemporaine de la façade de la cathédrale, construite après l'incendie de 1134 et épargnée par celui de 1194. Cette baie a été très restaurée aux XIIIe et XVe siècles. Elle a été nettoyée dans les années 1970.
Elle a été classée aux monuments historiques en 1840.

## Composition du vitrail
Dans la rosace ouest, ce vitrail est situé côté nord, symbole de l'ombre et de l'attente. Il fait pendant au vitrail sud, celui de la passion.
Sa composition étagée représente une scène centrale unique, l'Arbre de Jessé.
Il comporte la représentation de sept personnages sur les panneaux carrés centraux, celui du bas (Jessé) endormi sur le flanc étant à la racine d'un arbre dont les autres personnages face au spectateur tiennent les rameaux à deux mains. Les panneaux centraux sont à fond bleu, mais le ciel autour du Christ est rouge.
De part et d'autre, quatorze demi-lobes représentent des prophètes, sur fond rouge bordé de bleu.
L'ensemble est bordé d'une bordure complexe comprenant des entrelacs géométriques et des figures florales, dont la richesse a retenu l'attention de Viollet le Duc dans son Dictionnaire raisonné de l'architecture française du XIe   au   XVIe siècle :
« ... Autour se développe une bordure splendide comme composition et éclat, dont nous donnons (fig. 8) le détail au sixième de l'exécution. En A, sont les fonds rouges des prophètes; en B, le filet bleu qui rappelle le ton du fond du Jessé, puis le liséré blanc ondé, enlevé au style sur un ton bistré apposé sur le verre; en C, le fond vert des écoinçons. Ceux-ci sont chargés d'un carré bleu bistré de peinture, avec des détails extrêmement délicats enlevés au style, conformément à la méthode indiquée par Théophile. Ces carrés bleus sont coupés par des ornements pourpre chaud qui mordent sur le fond vert. Un liséré blanc, également bistré et enlevé, entoure le carré bleu. Le rouge apparaît de nouveau en R. Un perlé jaune fait le bord intérieur de la bordure; il est doublé d'un filet bleu F, du même ton que le fond du Jessé. Le rouge réapparaît en G, et le bleu du fond du Jessé en L ... »

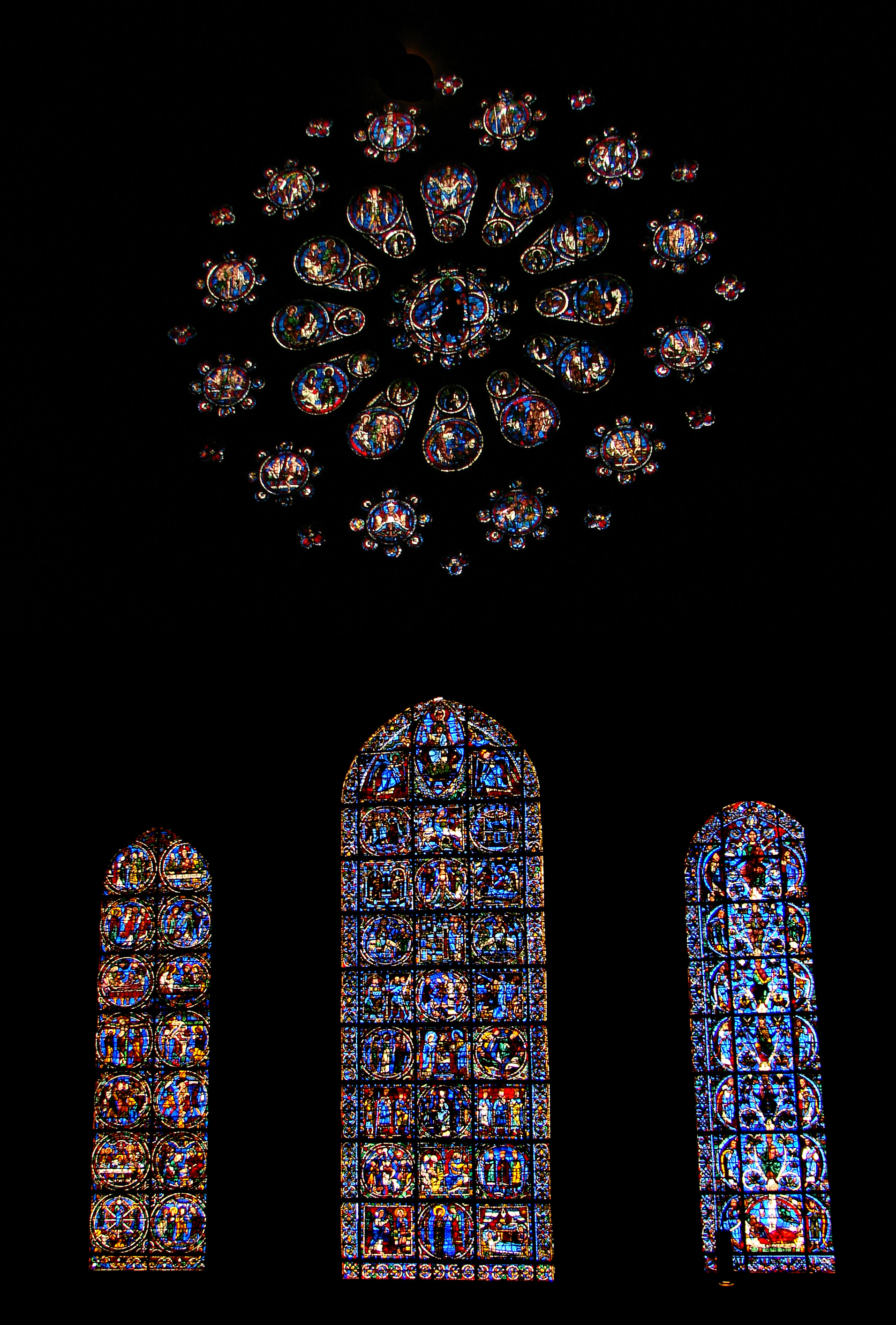
Rosace ouest : l'Arbre de Jessé est en bas à droite.
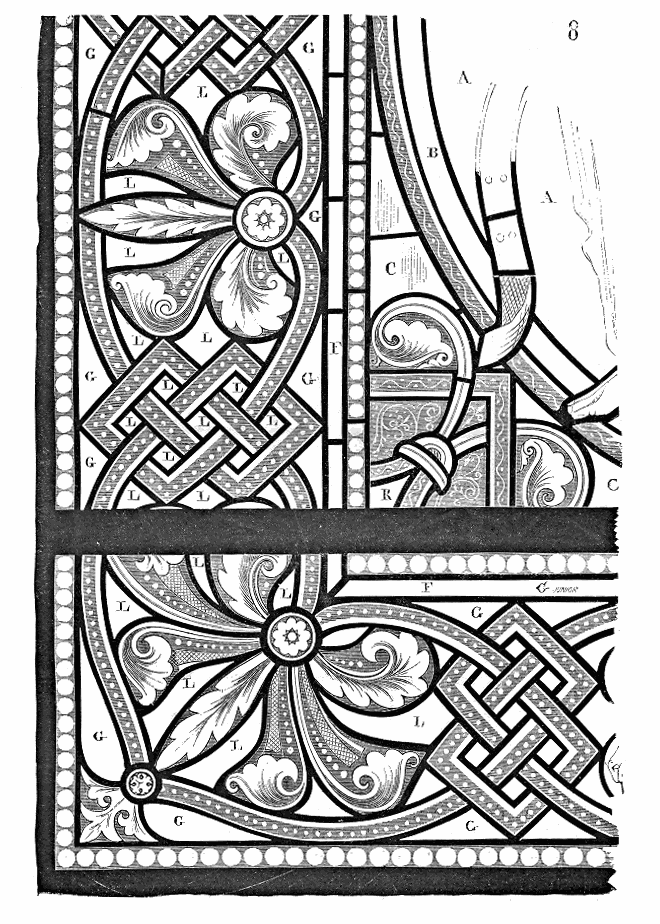
Détail de la bordure par Viollet le Duc.

## Thématique

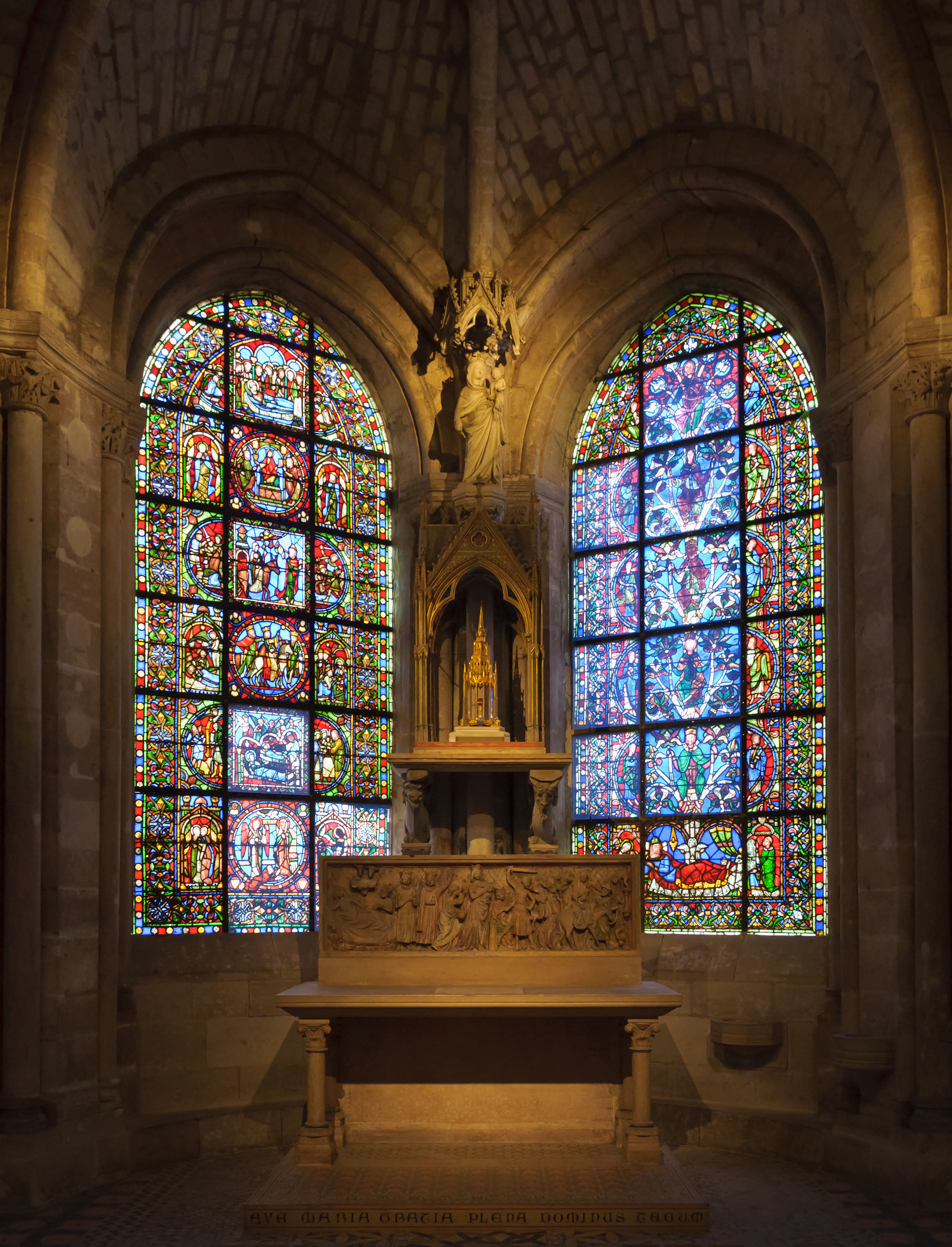
Le prototype : Arbre de Jessé de la basilique de Saint Denis (vitrail de droite).

L’arbre de Jessé est un motif fréquent dans l'art chrétien entre le XIIe et le XVe siècle : il représente une schématisation de l'arbre généalogique présumé (et surtout symbolique) de Jésus de Nazareth à partir de Jessé, père du roi David.
Le thème du vitrail est inspiré d'une prophétie du livre d'Isaïe : « Un rameau sortira du tronc de Jessé, et un rejeton naîtra de ses racines. L'Esprit de l'Éternel reposera sur lui: Esprit de sagesse et d'intelligence, Esprit de conseil et de force, Esprit de connaissance et de crainte de l’Éternel » (Is 11:1-2). C'est en réponse à cette prophétie que l'Évangile selon Matthieu débute par « Généalogie de Jésus-Christ, fils de David, fils d'Abraham » (Mt 1:1), marquant que Jésus-Christ est « Fils de David ». Le Christ rappelle cette filiation dans l'Apocalypse, « Je suis le rejeton de la race de David » (Ap 22:16).
Dans la figuration de cet « arbre généalogique », la racine est Jessé, les rois d'Israël forment la tige, la Vierge Marie en est la fleur et Jésus-Christ le fruit.
L'arbre paraît être d'un seul tenant, mais un examen attentif révèle deux fines lignes de bleu ciel entre les pieds de David et entre les jambes de Marie, qui montrent que chaque personnage repose sur une nodosité, et est lui-même la racine d'où sort son successeur.
De part et d'autre de l'arbre, les prophètes de l'Ancien Testament, tenant tous une banderole à leur nom, contemplent celui dont ils ont annoncé la venue. La logique de leur succession n'est pas chronologique mais théologique : les prophètes disparaissent derrière leur citation, qui est considérée comme une parole de Dieu.
Chacun annonce à la fois l'incarnation humaine de celui dont on représente ainsi la généalogie, mais également l'effusion de l'Esprit qu'il représente. Les textes des prophètes mentionnés ci-dessous à ce titre ne sont pas inscrits sur le vitrail, mais sont ceux les plus souvent cités comme prophétisant l'Incarnation. Le seul à faire exception est Moïse qui porte le début de la citation « L’Éternel, ton Dieu, te suscitera du milieu de toi, d'entre tes frères, un prophète comme moi: vous l'écouterez! » (Dt 18:15) signant la symbolique de l'arbre.
Suivant une hypothèse émise en 1860 par l'abbé Jules Corblet, cette représentation des prophètes est à rapprocher du drame des prophètes du Christ, représentation théâtrale du XIe siècle où une succession de prophètes venaient tour à tour annoncer la venue du Christ par une citation.

## Description des panneaux
Suivant la pratique habituelle, le vitrail se lit théoriquement de bas en haut, mais il constitue une composition unique où l'ordre de lecture est assez indifférent.
|  | (VII) Le Christ en gloire. Sept colombes entourent le Christ, symbole des dons du Saint-Esprit annoncés par Isaïe (au nombre de sept, la tradition catholique ayant ajouté celui de la « piété »). Le nimbe doré entourant les colombes comporte des lettres presque effacées, on peut encore lire sapientia autour de celui du haut. - À gauche : Le prophète Habacuc qui annonce que Babylone subira le châtiment de Dieu, mais conserve l'espoir que « toutefois je veux me réjouir en l'Eternel, Je veux me réjouir dans le Dieu de mon salut » - paroles reprises dans le Magnificat. - À droite : Le prophète Sophonie annonce « Malheur à la ville rebelle et souillée » (So 3:1) mais également la joie future « Le roi d'Israël, l'Eternel, est au milieu de toi; Tu n'as plus de malheur à éprouver » (So 3:15). Son interpellation « Réjouis-toi et triomphe de tout ton cœur, fille de Jérusalem » trouve son pendant dans le récit de l'Annonciation. |
|  | (VI) La Vierge Marie, descendante de David, est représentée dans la même attitude que les rois d'Israël. Un répons marial énonce Strips Jesse virgam produxit (l'arbre de Jessé a produit une vierge/un rameau, jeu de mots assimile virgo, la Vierge, et virga, la tige de Jessé). - À gauche : Le prophète Zacharie annonce « Réjouis-toi fort, fille de Sion, jubile, fille de Jérusalem! Voici que ton roi vient à toi juste et victorieux, humble, monté sur un âne, sur le petit de l'ânesse », préfigurant la scène de l'entrée de Jésus à Jérusalem. - À droite : Le prophète Daniel annonçant que dans une de ses visions, « sur les nuées des cieux arriva quelqu'un de semblable à un fils de l'homme; il s'avança vers l'ancien des jours, et on le fit approcher de lui. On lui donna la domination, la gloire et le règne; et tous les peuples, les nations, et les hommes de toutes langues le servirent. Sa domination est une domination éternelle qui ne passera point, et son règne ne sera jamais détruit » (Dn 7:13-14). |
|  | (V) Il peut s'agir d'Abijam ou comme précédemment d'un roi générique. - À gauche : Le prophète Samuel, qui désigne les deux premiers rois d'Israël et annonça « Quand tes jours seront accomplis et que tu seras couché avec tes pères, j'élèverai ta postérité après toi, celui qui sera sorti de tes entrailles, et j'affermirai son règne » (2Sa 7:12). - À droite : Le prophète Amos qui après avoir annoncé la ruine des pécheurs déclare « Ce jour-là, je relèverai la hutte de David, qui s’écroule ; je réparerai ses brèches, je relèverai ses ruines, je la rebâtirai telle qu’aux jours d’autrefois » (Am 9:11). |
|  | (IV) Le roi représenté est peut-être Roboam, fils de Salomon, à l'origine du schisme qui divisa le royaume en Israël et Juda. Alternativement, il peut s'agir d'un roi anonyme montrant la continuité entre David et le Christ. - À gauche : Moïse, outre son nom on lit sur son phylactère suscitabit deos vobis, « L'Eternel, ton Dieu, te suscitera du milieu de toi, d'entre tes frères, un prophète comme moi: vous l'écouterez! » (Dt 18:15). - À droite : Le prophète Balaam annonce « de Jacob surgit une étoile, d'Israël surgit un sceptre » (Nb 24:17). |
|  | (III) Le roi Salomon, fils de David, qui édifia le Temple de Salomon. Salomon demande « Maintenant, Eternel Dieu, que ta promesse à David, mon père, s'accomplisse, puisque tu m'as fait régner sur un peuple nombreux comme la poussière de la terre! Accorde-moi donc de la sagesse et de l'intelligence, afin que je sache me conduire à la tête de ce peuple » (2Ch 1:9). - À gauche : Le prophète Isaïe qui annonce « Malheur à la nation pécheresse, au peuple chargé d'iniquités, à la race des méchants » (Is 1:4) mais aussi la venue du « parfait serviteur », « Voici mon serviteur, que je soutiendrai, Mon élu, en qui mon âme prend plaisir. J'ai mis mon esprit sur lui; Il annoncera la justice aux nations » (Is 42:1) - À droite : Le prophète Michée annonce le malheur sur le pays de Jacob et appelle à la conversion, et annonce la venue à Bethléhem du futur roi d'Israël « Il se présentera, et il gouvernera avec la force de l'Eternel, Avec la majesté du nom de l'Eternel, son Dieu » (Mi 5:4). |
|  | (II) Le premier roi représenté est le roi David, le fils de Jessé. « Samuel prit la corne d'huile, et l'oignit au milieu de ses frères. L'esprit de l'Eternel saisit David, à partir de ce jour et dans la suite » (1Sa 16:13). David reçoit la promesse que « ce ne sera pas toi qui bâtiras la maison; mais ce sera ton fils, sorti de tes entrailles, qui bâtira la maison à mon nom » (1R 8:19), marquant l'importance du « Fils de David » dans l'histoire messianique. - À gauche : Le prophète Ézéchiel voit la fin du royaume de Juda, mais annonce que Dieu dit « je susciterai à la tête de mon troupeau un berger unique ; lui le fera paître : ce sera mon serviteur David » (Ez 34:23). Le « nouveau David » annoncera en réponse « je suis le bon pasteur ; je connais mes brebis, et mes brebis me connaissent » (Jn 10:11-15). - À droite : Le prophète Osée, qui stigmatisa l'infidélité du peuple élu à travers l'image de l'échec radical de son mariage, mais annonce l'amour inébranlable de Dieu : « Je serai ton fiancé pour toujours; je serai ton fiancé par la justice, la droiture, la grâce et la miséricorde » (Os 2:19). |
|  | (I) Jessé est à moitié endormi, ce que montrent la lampe allumée et sa position inconfortable. Sans fausse pudeur le tronc de l'arbre sort d'entre ses cuisses, soulignant le caractère humain de la descendance. - À gauche : Le prophète Nahum, qui prophétise la ruine de Ninive et annonce que « sur les montagnes accourt un messager, il annonce la paix » (Na 2:1). - À droite : Le prophète Joël, qui annonce après une apocalypse un âge d'or, où Dieu promet « je répandrais mon esprit sur toute chair » (Jl 3:1). |

## La Vierge et le Christ
L'Arbre de Jessé n'est pas une représentation de la généalogie de Jésus, que mentionnent les évangiles de Matthieu et de Luc. Selon Matthieu (Mt 1, 1-16), Joseph est bien le descendant des rois de Juda, mais il n'est pas le géniteur biologique de Jésus, même s'il en est son père légal selon la loi hébraïque. Selon Luc (Lc 3,23-38), Joseph descend également de David mais par son autre fils Nathan et non Salomon. Au demeurant, les rois ne sont ni nommés comme les prophètes, ni reconnaissables par des attributs distinctifs.
L'Arbre est d'une part une illustration de réflexions basées sur des citations d'Isaïe afin d'étayer un culte marial affirmant la conception virginale du Christ par Marie.
L'association virga/virgo (rameau/vierge) remonte au IIIe siècle, sous la plume de Tertullien, De Carne Christi.21:5
C'est d'autre part une illustration du thème de l'Incarnation, et de la double nature du Christ. Cette double nature est manifestée par les branches de l'Arbre, qui s'épanouissent en éventail pour former un trône portant le Christ, mais dont les extrémités sont fusionnées aux colombes de l'esprit. Dans le Christ se fondent ces deux lecture de l'Arbre, l'élément humain parti du bas, et l'élément divin venu du haut. L'arbre de Jessé montre l'articulation, sans rupture, de la grâce sur les réalités charnelles. La présence latérale des prophètes souligne la valeur spirituelle de la représentation d'ensemble.